# Phalangacris alluaudi
Phalangacris alluaudi es una especie de ortóptero antes en la familia Gryllidae ahora en Phalangopsidae endémica de Mahé, en las Seychelles.

## Estado de conservación
Se encuentra amenazada por la pérdida de su hábitat natural.